# 2 Centauri
Ne doit pas être confondu avec G Centauri (HD 108257).
Désignations
2 Centauri (en abrégé 2 Cen) est une étoile de quatrième magnitude de la constellation australe du Centaure. 2 Centauri est sa désignation de Flamsteed, et elle porte également la désignation de Bayer de g Centauri, ainsi que la désignation d'étoile variable de V806 Centauri. C'est une géante rouge et une variable semi-régulière qui est située à environ 183 années-lumière de la Terre.

## Environnement stellaire
2 Centauri présente une parallaxe annuelle de 17,82 ± 0,21 mas telle que mesurée par le satellite Hipparcos, ce qui permet d'en déduire qu'elle est distante de 183 ± 2 a.l. (∼ 56,1 pc) de la Terre. Elle s'éloigne du Système solaire à une vitesse radiale héliocentrique de +41 km/s.
L'étoile ne possède pas de compagnon connu avec qui elle serait associée au sein d'un système binaire. Elle est membre du superamas de HR 1614.

## Propriétés
2 Centauri est une étoile géante rouge évoluée de type spectral M5 III. C'est une variable semi-régulière dont la luminosité varie entre les magnitudes 4,16 et 4,30, sur une période de 12,57 jours ou 26,5 jours. Le rayon de l'étoile est environ 70 fois plus grand que le rayon solaire, elle est 72 fois plus lumineuse que le Soleil et sa température de surface est de 3 398 K.